# 阿達一族2
《阿達一族2》（英語：Addams Family Values）是一部於1993年上映的美國超自然黑色幽默電影，為1991年電影《阿達一族》的續集，由巴里·索南菲爾德執導。電影改編自查理斯·亞當斯的同名漫畫。由安杰丽卡·休斯顿、諾爾·朱利亞、克里斯多福·洛伊德、姬絲汀娜·莉芝、瓊安·庫薩克和卡洛·凱恩主演。電影於1993年11月19日在美國上映。

## 演員
- 安杰丽卡·休斯顿 飾 蒂絲·阿達（英语：Morticia Addams）
- 諾爾·朱利亞（英语：Raúl Juliá） 飾 哥梅茲·阿達（英语：Gomez Addams）
- 克里斯多福·洛伊德 飾 肥斯特叔叔（英语：Uncle Fester）
- 瓊安·庫薩克 飾 黛比·珍妮絲基·阿達
- 姬絲汀娜·莉芝 飾 星期三·阿達（英语：Wednesday Addams）
- 克里斯多福·哈特（英语：Christopher Hart）的手 飾 小手（英语：Thing (The Addams Family)）
- 卡雷爾·史崔肯（英语：Carel Struycken） 飾 路奇（英语：Lurch (The Addams Family)）
- 卡洛·凱恩（英语：Carol Kane） 飾 奶奶（英语：Grandmama (The Addams Family)）
- 吉米·沃克曼（英语：Jimmy Workman） 飾 普斯利·阿達（英语：Pugsley Addams）
- 約翰·富蘭克林（英语：John Franklin (actor)） 飾 伊特表哥（英语：Cousin Itt）
- 黛娜·艾薇（英语：Dana Ivey） 飾 瑪格麗特·阿爾福德

## 反響

### 評價
爛番茄根據48條評論，持有75%的新鮮度，平均得分6.48／10。在Metacritic上，電影獲得了62分。

## 外部連結
- 互联网电影数据库（IMDb）上《阿達一族2》的资料（英文）
- Box Office Mojo上《阿達一族2》的資料（英文）
- Metacritic上《阿達一族2》的資料（英文）
- 爛番茄上《阿達一族2》的資料（英文）
- AllMovie上《阿達一族2》的资料（英文）
- 開眼電影網上《阿達一族2》的資料（繁體中文）
- 时光网上《阿達一族2》的資料（简体中文）
- 豆瓣电影上《阿達一族2》的資料 （简体中文）